# Justin Henry
Justin Worthington Henry (Rye, 25 de maio de 1971) é um ator americano, que desde 2000 tem sido um profissional do negócio de mídias digitais. Surgiu no filme de 1979 Kramer vs. Kramer, seu primeiro papel, em uma performance que lhe rendeu uma indicação para o Oscar de melhor ator coadjuvante, o mais jovem a ser indicado até hoje. A performance ganhou mais tarde uma colocação (#80) no VH1's 100 Greatest Kid Stars.

## Carreira como Ator
Após sua estréia em Kramer vs. Kramer, o papel seguinte de Henry foi em um episódio de 1983 de A Ilha da Fantasia.
Na telona, Henry apareceu em um filme de Brat Pack de 1984 Sixteen Candles, interpretando o irmão mais jovem do protagonista Molly Ringwald.  Ele atuou como o filho de um casal representado por Don Johnson e Susan Sarandon no filme de 1988 Sweet Hearts Dance; Janet Maslin o apelidou de "large and amusingly sullen teen-ager" pelo papel.
Henry então frequentou o Skidmore College, graduando-se em psicologia em 1993.
Após sua formatura, sua performance de maior visibilidade ocorreu em 1997, como um estudante de medicina em um papel de dois episódios da série de TV ER (season 4) de ER. Ele também estrelou Ally Sheedy e Brian O'Halloran no mockumentary The Junior Defenders, que foi filmado nesse mesmo ano, mas lançado direct-to-video em 2007

## Carreira nos Negócios
Em 1998, Henry fundou o Slamdunk Film Festival.  Embora continuasse a fazer aparições ocasionais no cinema e na televisão, desde 2000 se identificou somente como um profissional da mídia digital e desde 2009, é um Diretor Regional de Vendas da empresa Veoh.
Henry terminou em 235º posição no 2009 World Series of Poker. O prêmio de US$32,963 foi o maior de sua carreira como jogador de poker.

## Filmografia parcial
- Kramer vs. Kramer (1979) como Billy Kramer
- Tiger Town (1982) como Alex
- Sixteen Candles (1984) como Mike Baker
- Andersonville (1996) como Tyce
- Lost (2004) como Chester Gould
- The Junior Defenders (2007; a.k.a. Groupies) como Jimmy Fletcher